# 黄天启 (中国医生)
黄天启（1892年—1985年），男，汉族，四川青神人，中国口腔医学专家，主任医师，曾任四川省人民医院口腔科主任，第二、三、四、五、六届全国政协委员。